# Rockopera
 Der er for få eller ingen kildehenvisninger i denne artikel, hvilket er et problem. Du kan hjælpe ved at angive troværdige kilder til de påstande, som fremføres i artiklen.

En rockopera er et musikalsk værk i rock-genren, som præsenterer en historie, der bliver fortalt over flere dele, sange eller sektioner.
De mest kendte rockoperaer er uden tvivl Pink Floyds The Wall og The Whos Tommy. The Who udgav i 1973 en anden rockopera, Quadrophenia, om livet i 60'erne`s England. Den er, lige som Tommy, filmatiseret, men der er ikke alle sangene fra deres oprindelige dobbeltalbum, der er med i filmen. Andrew Lloyd Webbers Jesus Christ Superstar hører også under denne kategori.
I 1978 skrev komponisten Jeff Wayne en rockopera/musical-version af H.G. Wells "The war of the worlds" Den originale havde både Justin Hayward fra Moody Blues & Phil Lynot, fra Thin Lizzy, blandt deltagende musikere.